# Heteropteron fasciipennis
Heteropteron fasciipennis är en stekelart som först beskrevs av Gyöö Viktor Szépligeti 1908.  Heteropteron fasciipennis ingår i släktet Heteropteron och familjen bracksteklar. Inga underarter finns listade i Catalogue of Life.